# Elvedin Beganović
Elvedin Beganović (ur. 7 listopada 1971 w Zenicy) – bośniacki piłkarz występujący na pozycji obrońcy. Trener piłkarski.

## Kariera klubowa
Beganović karierę rozpoczynał w 1988 roku w zespole NK Čelik Zenica, grającym w pierwszej lidze jugosłowiańskiej. W sezonie 1988/1989 spadł z nim do drugiej ligi, a sezon później do trzeciej. W sezonie 1990/1991 wywalczył jednak awans z powrotem do drugiej ligi. W 1992 roku przeszedł do niemieckiego FC Remscheid, występującego w 2. Bundeslidze. Spędził tam sezon 1992/1993.
W 1997 roku Beganović został graczem bośniackiego NK Đerzelez i występował tam w sezonie 1997/1998. W 1998 roku przeszedł do tureckiego Erzurumsporu. W pierwszej lidze tureckiej zadebiutował 9 sierpnia 1998 w przegranym 1:5 meczu z Gençlerbirliği SK. W sezonie 1998/1999 w lidze tureckiej rozegrał 23 spotkania. Następnie wrócił do Bośni i Hercegowiny, gdzie został zawodnikiem klubu FK Sarajevo. Jego barwy reprezentował przez jeden sezon.
Potem grał w Čeliku Zenica, zespole NK Travnik oraz ponownie w Čeliku, gdzie w 2007 roku zakończył karierę.

## Kariera reprezentacyjna
W reprezentacji Bośni i Hercegowiny Beganović zadebiutował 20 sierpnia 1997 w wygranym 3:0 meczu eliminacji Mistrzostw Świata 1998 z Danią. W latach 1997–2002 drużynie narodowej rozegrał 3 spotkania.